# Biosfera Val Müstair
Die Biosfera Val Müstair bildet gemeinsam mit dem Schweizerischen Nationalpark und der Pflege- und Entwicklungszone Scuol das erste hochalpine UNESCO-Biosphärenreservat der Schweiz sowie einen Regionalen Naturpark von nationaler Bedeutung. Der Naturpark liegt zwischen 1225 und 3180 m ü. M. und umfasst die Gemeinde Val Müstair.

## Lage und Abgrenzung
Die sechs Gemeinden Tschierv, Fuldera, Lü, Valchava, Sta. Maria und Müstair bilden seit dem 1. Januar 2009 die politische Gemeinde Val Müstair in der Region Engiadina Bassa/Val Müstair des Kantons Graubünden in der Schweiz. Dieser Teil des Münstertals (Val Müstair) ist der östlichste Teil der Schweiz und grenzt an den Vinschgau im Südtirol, Italien. Das Tal ist mit der übrigen Schweiz durch den Ofenpass verbunden, während das angrenzende Italien von Müstair nach Taufers oder über den Umbrailpass erreicht werden kann.
Die Gemeindefläche beträgt 198,65 km². Der Perimeter des Regionalen Naturparks Biosfera Val Müstair umfasst das gesamte Gebiet der Gemeinde Val Müstair und beinhaltet ein Teilgebiet des Schweizerischen Nationalparks (Val Nüglia), diverse Landschaftsschutzgebiete, Auen, schützenswerte Ortsteile sowie das gesamte Wirtschafts- und Siedlungsgebiet.

## Natur und Landschaft
Das Münstertal (Val Müstair) verbindet das Engadin mit dem Vinschgau im Südtirol. Das West-Ost-Tal senkt sich stufenweise von der Ofenpasshöhe (2149 m ü. M.) über Tschierv und Fuldera, dann über Valchava und Sta. Maria nach Müstair (1247 m ü. M.) und auf italienischem Boden weiter über Taufers nach Glurns hinunter. Im Süden grenzt eine Bergkette mit bis zu 3000 Meter hohen Gipfeln das Tal gegen Italien ab, wobei die Gipfelhöhe nach Osten kontinuierlich abnimmt. Der Piz Chavalatsch, östlichster Punkt der Schweiz, ist 2763 Meter hoch. Eine kontinentale Wasserscheide liegt zwischen dem Val Vau und dem Val Mora. Während der Rom (Einzugsgebiet 130,6 km²) das Val Müstair über die Etsch ins Adriatische Meer entwässert, fliesst die Aua da Val Mora (40 km²) via Spöl, Inn und Donau ins Schwarze Meer.
Geologisch liegt das Val Müstair im ostalpinen Deckensystem und ist in die altkristalline S-charl-Decke eingelassen. Die Region zeigt eine starke Aufsplittung in mehrere Kristallin- und Sedimentspäne sowie einen komplizierten Faltungsablauf mit ungewöhnlichen west- und südgerichteten Überschiebungen. Grosse Pakete der Sedimente sind schiefrig, zermürbt und daher leicht abtragbar. Die Seitenbäche führen daher viel Material ab, welches in der Talsohle in Form von Schuttkegeln abgelagert wird. Diese bedecken den Talboden fast vollständig und stellen für die Landwirtschaft günstige Standorte dar. Einen reichen glazialen Formenschatz präsentiert der auf 2400 m ü. M. gelegene Karsee Lai da Rims, in dessen Nähe zahlreiche Rundhöcker und abgeschliffene Gletscherriegel zu finden sind.
Klimatisch liegt das Val Müstair im Bereich der kontinental geprägten inneralpinen Trockenzone mit leichtem mediterranem Einfluss. Das Klima ist mild und regenarm. Auf 1400 m ü. M. liegt die Jahresdurchschnittstemperatur bei 5,6 °C, der Jahresniederschlag bei 800 mm. Noch geringer sind die Niederschläge im Alpenraum nur im benachbarten Vinschgau, im mittleren Wallis und im Aostatal.

## Ziele des Regionalen Naturparks
Der ursprünglichen Idee, einen Regionalen Naturpark mit dem Namen Biosfera Val Müstair zu errichten, liegt das Leitbild Armonia jaura zu Grunde. Unter diesem Titel strebt die Talbevölkerung den Erhalt ihres Lebensraumes an. Es ist das erklärte Ziel, dass die Bereiche Gesellschaft, Kultur, Natur, Ökologie und Ökonomie sinnvoll zusammen wirken, damit auch für zukünftige Generationen
- genügend Arbeitsplätze zur Verfügung stehen,
- die Bevölkerung in einem guten Umfeld wohnt und lebt,
- die intakte Natur sowie die landschaftliche Vielfalt erhalten bleibt.

Diesem Oberziel werden vier Hauptziele unterstellt, welche für eine nachhaltige Entwicklung von Bedeutung sind und aufgrund derer die vom Naturpark initiierten Teilprojekte ökologischer, ökonomischer und/oder gesellschaftlicher Art ausgewogen beurteilt werden:
- Naturwerte: Pflege und Schutz der Natur sowie der verschiedenen Landschaftsformen. Ökologische und landschaftliche Vielfalt zeichnen die Region aus, wodurch auch andere Lebensbereiche aufgewertet werden (z. B. Tourismus und Lebensqualität).
- Kulturwerte: Erhaltung und Förderung der kulturellen Werte. Die lokale Mundart Jauer und die rätoromanische Sprache im Allgemeinen sind zu pflegen und für kommende Generationen zu erhalten.
- Gesellschaft: Respekt und Toleranz gegenüber Einheimischen und Gästen sowie die Erhöhung der Wohn- und Lebensqualität. Den Ansprüchen von Bevölkerung und Gästen soll entsprochen werden. Anreize für Wohnräume sollen langfristig geschaffen werden.
- Wirtschaft: Sicherung und Schaffung von nachhaltigen Arbeitsplätzen in Industrie-, Gewerbe- und Dienstleistungsbetrieben. Es sollen Anreize geschaffen werden, welche die Beschäftigungsmöglichkeiten im Tal erhalten. Die Abwanderung soll durch lokale Förderung gemindert werden.

## UNESCO-Biosphärenreservat Engiadina Val Müstair
Der Schweizerische Nationalpark, der Regionale Naturpark Biosfera Val Müstair und die Pflege- und Entwicklungszone Scuol bilden seit 2017 das UNESCO-Biosphärenreservat Engiadina Val Müstair. Das Reservat besteht aus einer Kernzone, einer Pflegezone und einer Entwicklungszone. Die Kernzone dient dem Naturschutz und ist von wirtschaftlicher Nutzung ausgeschlossen. Die Pflegezone soll störende Einflüsse auf die Kernzone beschränken und diese weitgehend umschliessen. Eine naturverträgliche und nachhaltige land- und waldwirtschaftliche Nutzung findet statt und steht im Einklang mit den Schutzzielen der Kernzone. Die Entwicklungszone dient als nachhaltig sich zu entwickelnder Siedlungs- und Wirtschaftsraum, in dem die Förderung des Naturnahen Tourismus und regionaler Produkte im Vordergrund steht. Das Val Müstair hat folgende Anteile an diesen Zonen:
- 8,29 km² bzw. 4,9 % befinden sich in der Kernzone,
- 86,34 km² bzw. 49,7 % in der Pflegezone und
- 104,00 km² bzw. 99,5 % in der Entwicklungszone.

Das Engadin hat folgende Anteile an diesen Zonen:
- 162.04, km² bzw. 95,1 % befinden sich in der Kernzone,
- 87,55 km² bzw. 50,3 % in der Pflegezone und
- 0,51 km² bzw. 0,5 % in der Entwicklungszone.

Der 170,3 km² umfassende Schweizerische Nationalpark liefert dem Biosphärenreservat die Kernzone, welche mit den Abgrenzungen des Nationalparks identisch ist. Die Pflege- und Entwicklungszonen liegen im Val Müstair und im Engadin. Die Gesamtfläche des Reservats beträgt 448,73 km². Die Anerkennung als Biosphärenreservat und die Verleihung des UNESCO-Labels erfolgte unter der Auflage, dass die Kernzone in Zukunft vollumfänglich von einer Pflegezone umgeben sein muss. Daher stellte die Gemeinde Scuol die nötige Pflegezone und einen kleinen Teil Entwicklungszone für die Vergrösserung des Biosphärenreservats und damit der Anerkennung als UNESCO-Biosphärenreservat zur Verfügung. Seit dem 1. Januar 2016 ist die Gemeinde Scuol Kooperationspartner des Biosphärenreservats. Im Juni 2017 wurde das UNESCO-Label definitiv vergeben.